# I Know There’s Something Going On
«I Know There’s Something Going On» (с англ. — «Я знаю что-то происходит») — песня, записанная участницей группы ABBA Фридой для её третьего сольного студийного альбома Something’s Going On.

## Запись и релиз
Запись началась в музыкальной студии ABBA Polar Music в Стокгольме в феврале 1982 года. Во время записи этой песни (и альбома в целом) Фрида хотела дистанцироваться от «типичного поп-звучания ABBA». Песня была написана Рассом Баллардом и спродюсирована фронтменом Genesis Филом Коллинзом, который также играл на барабанах в песне. Бэк-вокал исполняют сама Фрида и Коллинз.
Как сингл песня была выпущена осенью 1982 года и стала большим успехом для Фриды. Она заняла 1-е место в чартах фламандской Бельгии и Швейцарии и вошла в первую десятку в большинстве стран Европы, а также в Австралии и Южной Африке. Песня заняла 13-е место в чарте Billboard Hot 100 в марте 1983 года и в общей сложности продержалась в чарте 29 недель. Хотя песня не попала в десятку лучших, в итоговом чарте Billboard за 1983 год она заняла 20-е место. Однако в Великобритании, традиционно популярном рынке для ABBA, песня не попала в топ-40, достигнув пика на 43-м месте (и проведя семь недель в топ-75).

## Список композиций
| №  | Название                            | Автор(ы)     | Длительность |
| -- | ----------------------------------- | ------------ | ------------ |
| 1. | «I Know There’s Something Going On» | Расс Баллард | 4:04         |

| №  | Название   | Автор(ы)                  | Длительность |
| -- | ---------- | ------------------------- | ------------ |
| 1. | «Threnody» | Дороти Паркер, Пер Гессле | 4:16         |

## Участники записи
| Музыканты: - Фрида — вокал - Фил Коллинз — ударные, бэк-вокал, продюсер - Дэрил Стюрмер — гитары - Мо Фостер — бас - Питер Робинсон — клавишные | Технический персонал: - Фил Коллинз — музыкальный продюсер - Хью Пэдхам — звукоинженер - Горан Стелин — инженер нарезки лакового слоя |

## Чарты
| Хит-парад (1982—1983)               | Высшая позиция |
| ----------------------------------- | -------------- |
| Австралия (Kent Music Report)       | 5              |
| Австрия (Ö3 Austria Top 40)         | 3              |
| Бельгия/Фландрия (Ultratop 50)      | 1              |
| Великобритания (OCC UK Singles)     | 43             |
| Ирландия (IRMA)                     | 23             |
| Канада (RPM Top Singles)            | 30             |
| Нидерланды (Dutch Top 40)           | 3              |
| Нидерланды (Single Top 100)         | 3              |
| Норвегия (VG-lista)                 | 3              |
| Польша (LP3)                        | 3              |
| США (Billboard Hot 100)             | 13             |
| Финляндия (Suomen virallinen lista) | 4              |
| ФРГ (GfK)                           | 5              |
| Швейцария (Schweizer Hitparade)     | 1              |
| Швеция (Sverigetopplistan)          | 3              |
| ЮАР (Springbok Radio)               | 5              |

| Хит-парад (1982)              | Позиция |
| ----------------------------- | ------- |
| Австралия (Kent Music Report) | 50      |
| Бельгия/Фландрия (Ultratop)   | 32      |
| Нидерланды (Dutch Top 40)     | 46      |
| Нидерланды (Single Top 100)   | 45      |
| ФРГ (Offizielle Top 100)      | 75      |
| Хит-парад (1983)              | Позиция |
| США (Billboard Hot 100)       | 20      |